# Jerome Williams
Jerome Williams (ur. 10 maja 1973 w Waszyngtonie) – amerykański koszykarz, występujący na pozycji silnego skrzydłowego.

## Osiągnięcia
Na podstawie, o ile nie zaznaczono inaczej.

### NCAA
- Uczestnik rozgrywek:
  - Elite 8 turnieju NCAA (1996)
  - Sweet 16 turnieju NCAA (1995, 1996)
- Mistrz sezonu regularnego konferencji Big East (1996)
- Zaliczony do III składu Big East (1995, 1996)
- Lider Big East w:
  - średniej zbiórek (1995 – 10)
  - liczbie zbiórek (1995 – 310)